# アノキソマー
アノキソマー(Anoxomer)は、E番号323の食品添加物である。非消化性のポリマー型抗酸化物質である。消化に伴う潜在的な健康リスクを避けるため、消化されない抗酸化物質として設計された。
アノキソマーは、ジビニルベンゼンの縮合重合に、tert-ブチルヒドロキノン、tert-ブチルフェノール、ヒドロキシアニソール、p-クレゾール、ビスフェノールA等の抗酸化物質モノマーを混合して作られる。